# Gino Baldesi
Gino Baldesi (Firenze, 22 settembre 1879 – Roma, 12 febbraio 1934) è stato un politico e sindacalista italiano.

## Biografia
In gioventù fu apprendista tipografo, mozzo, scultore e fattorino, per poi arruolarsi nell'esercito. Durante le frequenti punizioni effettuò letture di carattere economico e successivamente imparò il francese e l'inglese. Militante del Partito Socialista Italiano, durante la prima guerra mondiale fu redattore del periodico fiorentino La Difesa, che aveva posizioni interventiste. Lavorò poi alle officine Galileo, aderì alla FIOM e scrisse frequentemente di tematiche sindacali sull'Avanti!. Nel 1918 divenne segretario aggiunto della CGL a fianco di Ludovico D'Aragona e rappresentò più volte il sindacato durante conferenze internazionali come quella di Washington nel 1919 e di Ginevra nel 1921.
Nel gennaio dello stesso anno aveva partecipato al XVII Congresso del Partito Socialista Italiano come firmatario, insieme a D'Aragona, della mozione riformista. Alle successive elezioni divenne Deputato del Regno. Nell'ottobre 1922 fu espulso dal partito con l'intera ala riformista e confluì nel Partito Socialista Unitario.
Dopo l'avvento del fascismo ebbe contatti con Mussolini e si parlò di un suo possibile ingresso nel governo. Dopo il delitto Matteotti assunse una posizione maggiormente critica, che durò un anno circa in cui fu membro dell'esecutivo del comitato delle opposizioni della secessione dell'Aventino. 
In un'intervista su Epoca nell'estate 1925 riprese a trattare la possibilità del sindacalismo all'interno del regime fascista; ciò non gli impedì di essere incluso tra coloro il cui mandato parlamentare, il 9 novembre 1926, fu dichiarato decaduto. Da allora Baldesi si ritirò a vita privata.